# Слобода-Шаргородская
Слобода́-Ша́ргородская (укр. Слобода-Шаргородська) — село в Шаргородском районе Винницкой области Украины.

## История
28 ноября 1990 года часть территории города Шаргород была выделена в отдельный населённый пункт Слобода-Шаргородская.
По переписи 2001 года население составляло 2581 человек.

## Религия
В селе действует храм Рождества Пресвятой Богородицы Шаргородского благочиния Могилёв-Подольской епархии Украинской православной церкви.

## Известные уроженцы
- Андрийчук, Василий Гаврилович — советский и украинский учёный. Заслуженный деятель науки и техники Украины.
- Перебийнис, Петр Мусеевич — поэт, драматург. Заслуженный журналист Украины. Заслуженный деятель искусств Украины. Лауреат Национальной премии Украины им. Тараса Шевченко.

## Адрес местного совета
23505, Винницкая область, Шаргородский р-н, с. Слобода-Шаргородская, ул. Первомайская, 13